# NGC 3898
NGC 3898是一个位于大熊座的螺旋星系，1789年4月14日由威廉·赫歇爾发现。

## 画廊

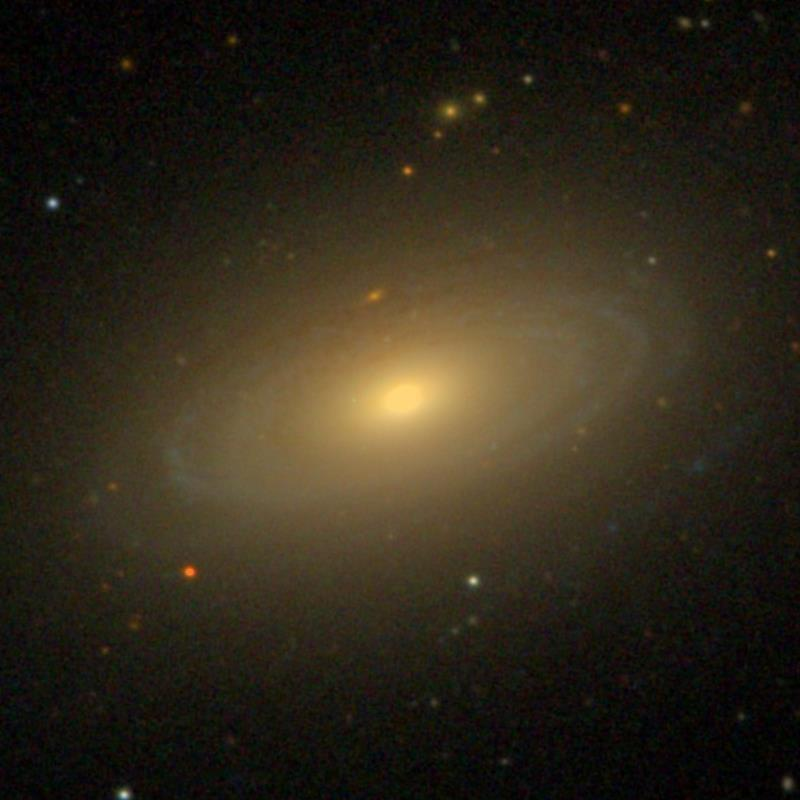
NGC 3898 (SDSS DR14)